# 六の和音
六の和音（ろくのわおん、英: sixth chord）は、和音の最低音から数えて6度に相当する音を構成音として含むような和音の総称である。一般的には、以下の2の意味のいずれかを表す。
1. 三和音の第1転回形
2. 根音、第3音、第5音、第6音からなる四和音

どちらを意味するかは時と場合によるが、一般に日本語においては、クラシック音楽で「六の和音」と呼べば前者を、ポピュラー音楽で「シクス」または「シックス」のように英語由来の外来語で呼べば後者を指すことが多い。

## 三和音の第1転回形としての「六の和音」
三和音の第1転回形は、数字付き低音からの伝統により、六の和音と呼ばれている。これは、低音から見て、3度上と6度上に音があるからである。従って、「六の和音」は「三六の和音」と呼ぶこともできる。（しかし、普通は「三六の和音」と呼ばない。これは、基本形でも低音の3度上に音が来るなどの理由により、「三」が省略されるのである）「六の和音」の特殊なものに、ナポリの六度、増六の和音などがある。

### 関連
- 四六の和音
- 五六の和音

## 四和音の一種としての「六の和音」（「シクスコード」）
三和音に第6音を付加したものも六の和音と呼ばれる。特に長三和音に長6度を付加したもののことを指す。一方、短三和音に長6度を付加したものは「マイナーシクスコード」と呼ぶ。
クラシック音楽の理論は三和音を基本としているのに対し、ポピュラー音楽では、三和音に代わって六の和音を基本として議論することが多い。従ってジャズミュージシャンなどは、特別な指示がなく長三和音を表すコードが書かれていた場合、それを六の和音として解釈することが多い。（六の和音で演奏してはならない場合は、楽譜には△などの記号で長三和音であることが明示されていなければならない。）
数字付き低音では、「六の和音」（上記）に「五」が加わった、というような意味により、「五六の和音」と呼ばれる。クラシック音楽の比較的新しい理論書では「付加六の和音」と呼ばれる。サブドミナント和音のIVに第6音を付加してIV+6とする用例が最も古典的な用例である。

### 関連
- 短七の和音